# Idioma babatana
Babatana, también escrito Mbambatana, es la principal lengua indígena de la Provincia de Choiseul, Islas Salomón. Aunque es originaria de la zona costera de Choiseul sur, entre Sepa y el área de la bahía de Manggo, el uso de este idioma se ha extendido por gran parte de la Isla Choiseul y generalmente se entiende, al igual que el Pidgin salomonense de las Islas Salomón, en toda la provincia como segunda o tercera lengua.

## Fonológia
Lo siguiente representa el dialecto Sisiqa:

### Consonantes
|                     |                     | Bilabiales | Alveolares | Postalveolares | Velares |
| ------------------- | ------------------- | ---------- | ---------- | -------------- | ------- |
| Oclusivas           | Sordas              | p          | t          |                | k       |
| Oclusivas           | Sonoras             | b          | d          | dʒ             | ɡ       |
| Fricativas          | Sordas              |            | s          |                |         |
| Fricativas          | Sonoras             | β          | z          |                | ɣ       |
| Nasales             | Nasales             | m          | n          |                | ŋ       |
| Vibrantes múltiples | Vibrantes múltiples |            | r          |                |         |
| Laterales           | Laterales           |            | l          |                |         |

- Las oclusivas sonoras suelen publicarse claramente al principio de la palabra, pero se prenasalizan [ᵐb ⁿd ᵑɡ] cuando son intervocálicas.
- La fricativa /z/ se puede escuchar como una africada [dz] en variación libre dentro de la posición inicial de la palabra.

### Vocales
|         | Anteriores | Centrales | Posteriores |
| ------- | ---------- | --------- | ----------- |
| Cerrada | i          | ə         | u           |
| Media   | e          | ə         | o           |
| abierta |            | a         |             |

- La vocal central /ə/ puede variar entre tres sonidos [ə], [ɨ] y [ø].[2]

## Números
- 1. Köke
- 2. Kere
- 3. Tulu
- 4. Vati
- 5. Lima
- 6. Vonomo
- 7. Vitu
- 8. Viu
- 9. Zia
- 10. Mano
- 20. Karabete
- 30. Tolo Ngonu
- 40. Kereduki
- 50. Neqo
- 60. Neqo mano
- 70. Neqo karabete
- 80. Neqo tulungunu
- 90. Neqo kereduki
- 100. Köke vubi
- 1000. Köke Mau